# Zygmunt Wnorowski
Zygmunt Wnorowski (ur. 1 grudnia 1905, zm. 14 lutego 1977) – inżynier rolnik, porucznik rezerwy kawalerii Wojska Polskiego.

## Życiorys
W 1934 był oficerem rezerwy 23 Pułku Ułanów Grodzieńskich w Postawach.
W kampanii wrześniowej 1939 walczył jako dowódca plutonu w 2 szwadronie Warszawskiego Pułku Ułanów, ppłk dypl. Józefa Trepto, zorganizowanym 13 września w Radzyniu Podlaskim.
Pochowany na cmentarzu Powązkowskim (kwatera 24-3-4,5).

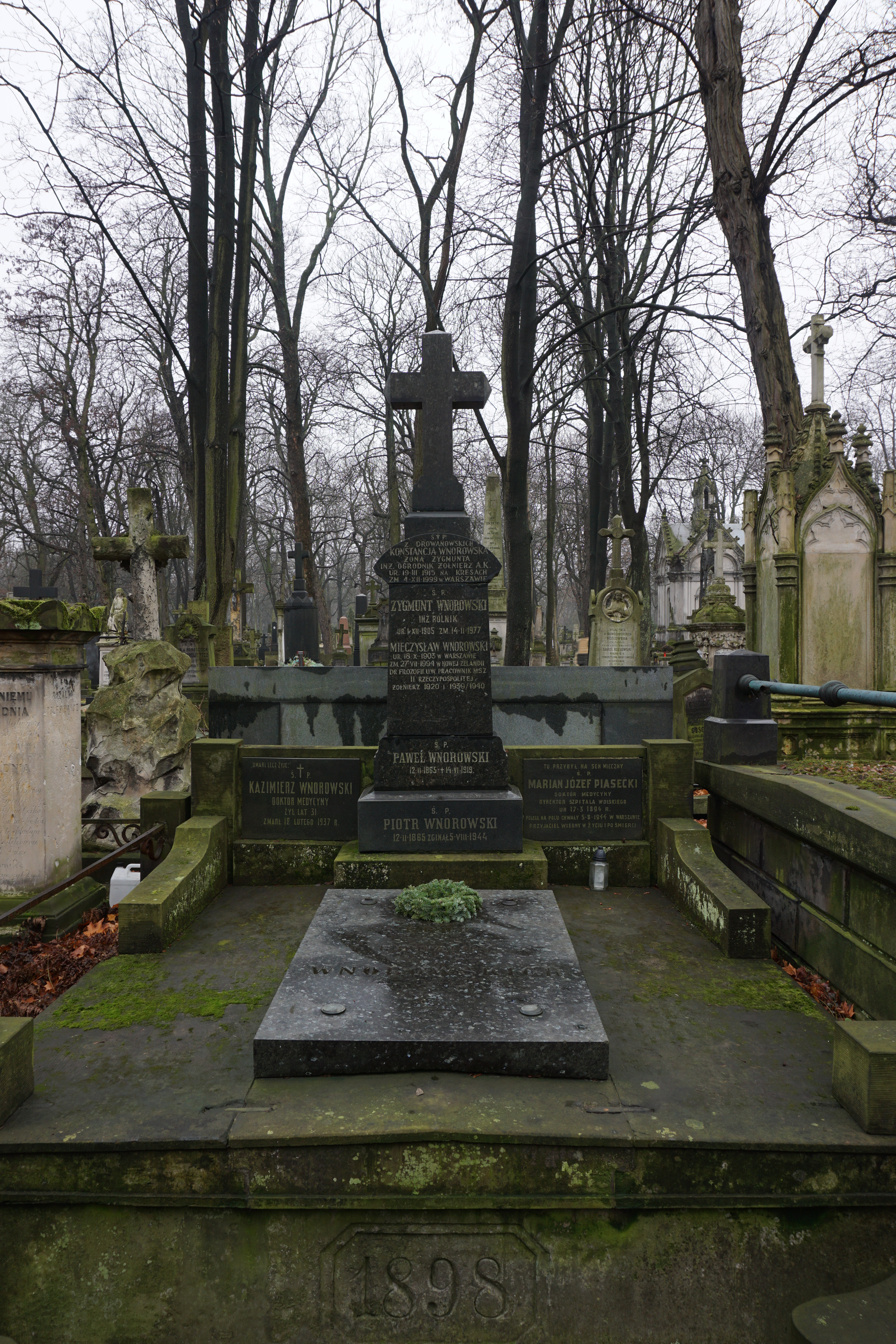
Grób Zygmunta Wnorowskiego na cmentarzu Powązkowskim

## Awanse służbowe
- podporucznik - ze starszeństwem z 1 stycznia 1933
- porucznik